# 13316 Llano
13316 Llano è un asteroide della fascia principale. Scoperto nel 1998, presenta un'orbita caratterizzata da un semiasse maggiore pari a 2,2476470 UA e da un'eccentricità di 0,0830145, inclinata di 1,86652° rispetto all'eclittica.